# Багдала (часопис)
Багдала је часопис за књижевност, уметност и културу. Излази у Крушевцу од 1959.

## О часопису
Први број појавио се 15. априла 1959. године. Први глави уредник био је Бранислав Л. Лазаревић, а одговорни уредник Добри Димитријевић. Седиште листа налазило се у Народној библиотеци у Крушевцу, у којој је Бранислав Л. Лазаревић био управник. Од оснивања, "Багдала" је једном променила издавача (од 1964. то је истоимени књижевни клуб), једном концепцију (1985. престала је да буде књижевни лист и прешла на формат и концепцију часописа).

### Издавачи
- од бр. 4 (1959) Књижевни клуб Радничког универзитета;
- од бр. 47 (1963) Књижевни клуб; од бр. 94/95 (1967) Књижевни клуб Багдала;
- од бр. 163 (1972) Едиција Багдала, услужна јединица Књижевног клуба Багдала;
- од бр. 185/186 (1974) ООУР Издавачка делатност Багдала;
- од бр. 491 (2012) Књижевни клуб Багдала, Крушевац

### Штампарије
- од бр. 334/335 (1995) 25. мај, Крушевац;
- од бр. 408/409 (1994) Багдала, Крушевац;
- од 432 (1997) Металограф, Трстеник;
- од 433 (1997) Прид, Трстеник;
- од бр. 440 (1999) Графика Симић, Крушевац;
- од бр. 501 (2014) Нови графичар, Крушевац;
- од бр. 506 (2015) Графика Симић, Крушевац [4]

### Периодичност излажења
Часопис Багдала излази тромесечно.

## Главни и одговорни уредници
- Бранислав Л. Лазаревић (1959-1968)
- Добри Димитријевић (1959-1968)
- Љубиша Ђидић (1968-1985)
- Милош Петровић (1985- )